# 1940-es magyar úszóbajnokság
Az 1940-es magyar úszóbajnokságot augusztusban, a két vegyes úszószámot december 15-én rendezték meg.

## Férfiak
| Versenyszám                                                          | Arany                                                                      | Arany   | Ezüst                                                 | Ezüst   | Bronz                                        | Bronz   |
| -------------------------------------------------------------------- | -------------------------------------------------------------------------- | ------- | ----------------------------------------------------- | ------- | -------------------------------------------- | ------- |
| 100 m gyorsúszás Döntő: augusztus 18.                                | Eleméri Rezső MAC                                                          | 1:00,4  | Tátos Nándor Ferencvárosi TC                          | 1:00,8  | Végházi Richárd BBTE                         | 1:01,4  |
| 200 m gyorsúszás Döntő: augusztus 17.                                | Tátos Nándor Ferencvárosi TC                                               | 2:15,4  | Eleméri Rezső MAC                                     | 2:16,8  | Gróf Ödön Újpesti TE                         | 2:16,8  |
| 400 m gyorsúszás Döntő: augusztus 20.                                | Tátos Nándor Ferencvárosi TC                                               | 4:54,2  | Gróf Ödön Újpesti TE                                  | 4:57,2  | Végházi Richárd BBTE                         | 5:04,6  |
| 800 m gyorsúszás Döntő: augusztus 18.                                | Tátos Nándor Ferencvárosi TC                                               | 10:16,0 | Gróf Ödön Újpesti TE                                  | 10:22,6 | Vörös Ferenc MUE                             | 11:08,0 |
| 1500 m gyorsúszás Döntő: augusztus 25.                               | Tátos Nándor Ferencvárosi TC                                               | 20:00,8 | Gróf Ödön Újpesti TE                                  | 20:08,8 | Vörös Ferenc MUE                             | 20:46,4 |
| 100 m mellúszás Döntő: augusztus 18.                                 | Angyal György Újpesti TE                                                   | 1:14,0  | Fábián Dezső MAC                                      | 1:17,2  | Vágó II. Sándor Újpesti TE                   | 1:17,6  |
| 200 m mellúszás Döntő: augusztus 17.                                 | Fábián Dezső MAC                                                           | 2:50,4  | Angyal György Újpesti TE                              | 2:57,4  | Vágó II. Sándor Újpesti TE                   | 2:59,6  |
| 100 m hátúszás Döntő: augusztus 17.                                  | Kovács Dezső MOVE Eger SE                                                  | 1:13,2  | Galambos Tibor Újpesti TE                             | 1:13,4  | Bánki Horváth Béla Orosházi UE               | 1:13,8  |
| 200 m hátúszás Döntő: augusztus 20.                                  | Galambos Tibor Újpesti TE                                                  | 2:40,8  | Kovács Dezső MOVE Eger SE                             | 2:46,0  | Kenézi István Pécsi AC                       | 2:50,6  |
| 300 m vegyesúszás Döntő: december 15.                                | Végházi Richárd BBTE                                                       | 4:20,4  | Hámori BBTE                                           | 4:29,2  | Vörös Ferenc MUE                             | 4:32,0  |
| folyambajnokság Döntő: július 25.                                    | Gróf Ödön Újpesti TE                                                       | 55:18   | Tátos Nándor Ferencvárosi TC                          | 55:40   | Vörös Ferenc MUE                             | 55:46   |
| folyambajnokság csapat Döntő: július 25.                             | Újpesti TE Gróf Ödön Szigeti József Szittya Károly Vágó II. Sándor Keszler | 47 pont | MAC Kánásy Gyula Tuskó Zoltán Mezei Rubaha Ragó Lajos | 48 pont | NTE Hubai Kovács Babai I. Babai II. Zólyomi  | 79 pont |
| 4 × 100 m gyorsváltó Döntő: augusztus 20.                            | Újpesti TE Angyal György Zólyomi Gyula Gróf Ödön Kőrösi István             | 4:11,2  | MAC Kánásy Gyula Eleméri Rezső                        | 4:14,0  | MOVE Eger SE Erdélyi György Acsay Pál Kertai | 4:14,2  |
| 4 × 200 m gyorsváltó Döntő: augusztus 17.                            | Újpesti TE Galambos Tibor Zólyomi Gyula Gróf Ödön Kőrösi István            | 9:39,6  | MAC Halmi Tuskó Zoltán Eleméri Rezső Kánásy Gyula     | 9:41,6  | MOVE Eger SE Erdélyi György Pyber Endre      | 10:01,6 |
| vegyes váltó 100 m hát, 200 m mell, 100 m gyors Döntő: augusztus 18. | Újpesti TE Galambos Tibor Angyal György Kőrösi István                      | 5:09,0  | MAC Barbácsi Endre Fábián Dezső Eleméri Rezső         | 5:09,6  | Szegedi VSE                                  | 5:40,6  |

## Nők
| Versenyszám                               | Arany                                                                   | Arany   | Ezüst                               | Ezüst   | Bronz                         | Bronz   |
| ----------------------------------------- | ----------------------------------------------------------------------- | ------- | ----------------------------------- | ------- | ----------------------------- | ------- |
| 100 m gyorsúszás Döntő: augusztus 18.     | Ács Ilona MAC                                                           | 1:10,0  | Sándor Éva Ferencvárosi TC          | 1:15,0  | Tiszolczy Magda Kecskeméti AC | 1:17,2  |
| 200 m gyorsúszás Döntő: augusztus 20.     | Ács Ilona MAC                                                           | 2:44,0  | Sándor Éva Ferencvárosi TC          | 2:51,4  | Felhős Magda MUE              | 2:51,8  |
| 400 m gyorsúszás Döntő: augusztus 17.     | Ács Ilona MAC                                                           | 5:56,6  | Felhős Magda MUE                    | 6:20,8  | Sándor Éva Ferencvárosi TC    | 6:22,4  |
| 200 m mellúszás Döntő: augusztus 18.      | Szigeti-Warga Emőke MAC                                                 | 3:15,8  | Felhős Magda MUE                    | 3:20,2  | Salgó Lili Ferencvárosi TC    | 3:25,4  |
| 100 m hátúszás Döntő: augusztus 17.       | Novák Ilona MUE                                                         | 1:24,4  | Huszti Judit MUE                    | 1:29,2  | Sándor Éva Ferencvárosi TC    | 1:30,0  |
| 200 m vegyesúszás Döntő: december 15.     | Felhős Magda MUE                                                        | 3:07,4  | Novák Ilona MUE                     | 3:07,4  | Molnárné Ferencvárosi TC      | 3:38,4  |
| folyambajnokság Döntő: július 25.         | Vámos Adél Ferencvárosi TC                                              | 1:02:04 | Felhős Magda MUE                    | 1:02:43 | Molnár Ágnes NSC              | 1:06:59 |
| folyambajnokság csapat Döntő: július 25.  | Ferencvárosi TC Lovász Margit Vámos Adél Székely Éva                    | 9 pont  | MUE Felhős Magda Török Teréz Tóth   | 18 pont | NSC Molnár Ágnes Radó Bárány  | 22 pont |
| 4 × 100 m gyorsváltó Döntő: augusztus 18. | Ferencvárosi TC Balogh Katalin Linhardt Margit Lovász Margit Sándor Éva | 5:18,6  | MUE Felhős Magda Sóti Borbála Novák | 5:21,6  | NSC                           | 6:20,0  |